# Kang Ding
König Kāng Dīng (chinesisch 康丁) (* ? v. Chr.; † 1199 v. Chr.) herrschte als der 27. oder 28. König der Shang-Dynastie für 6 Jahre (aus einer anderen Quelle, 8 Jahre) über China. Er war der jüngere Bruder des vorherigen Königs Lin Xin. Er bestieg den Thron im Jahr Jiawu (甲午), und seine Hauptstadt war Yin (殷).

## Die Frage um die Regierungsdauer
Verschiedene Quellen geben unterschiedliche Regierungsdauern für König Kang Ding an. Es gibt sechs verschiedene Angaben:
- Sechs Jahre Regierungsdauer, wie in "Zizhi Tongjianwaiji" und "Tongzhi" vermerkt.
- Acht Jahre Regierungsdauer, wie in den "Aktuellen Bambus-Annalen" angegeben.
- Elf Jahre Regierungsdauer, wie in "Tongzhi" Band 3 unter Berufung auf "DiwangbenJi" (帝王本紀) erwähnt.[2]
- Einundzwanzig Jahre Regierungsdauer, wie in "Huangji Jingshi", "Zizhi Tongjian Qianbian" und "Wenxian Tongkao" verzeichnet.
- Dreiundzwanzig Jahre Regierungsdauer, wie in "Zizhi Tongjianwaiji" Band 2 unter Berufung auf "DiwangbenJi" erwähnt.
- Einunddreißig Jahre Regierungsdauer, wie in "Taiping Yulan" Band 83 unter Verweis auf "Shiji" aufgezeichnet.